# Livemiles
Livemiles es el título del sexto álbum en vivo del grupo alemán de música electrónica Tangerine Dream. Publicado en 1988 por Jive Records se trata de un álbum que recoge fragmentos de dos conciertos que el grupo ofreció en 1986 en Albuquerque (Nuevo México, Estados Unidos) y en Berlín Oeste (República Federal de Alemania) en 1987. Destaca por ser la última referencia del grupo en el sello discográfico Jive Records, finalizando la etapa denominada «Blue Years». También por ser la última grabación de Christopher Franke con Tangerine Dream ya que se desvinculó del grupo tras la celebración del concierto de Berlín Oeste.
Rodney Batdorf, en su crítica para AllMusic, destaca que "ambas piezas son un poco largas y serpenteantes pero ofrecen suficientes cualidades para hacer que el álbum sea una compra valiosa para los aficionados de Tangerine Dream".

## Producción
La primera parte del disco, «Livemiles Part One (The Albuquerque Concert)», incluye material grabado en directo en Albuquerque (Nuevo México) el 8 de junio de 1986. No obstante existe controversia al respecto ya que, si bien es cierto que la banda actuó en esa fecha y lugar, algunos fanes mostraron que esa composición no se interpretó en ese concierto. Por ello se difundió la teoría de que, aparentemente, se trata de un trabajo de estudio algo negado por Edgar Froese. Algunos extractos sí formaron parte de los conciertos que la banda ofreció en Estados Unidos a lo largo de 1988.

"Se trata de una grabación muy controvertida, un montón de gente ha dicho que no es una grabación en vivo. La tarde del concierto hicimos un ensayo durante la prueba de sonido. Parte del álbum se grabó entonces y parte durante el concierto en sí. También empleamos una parte del concierto de Albuquerque durante un concierto celebrado posteriormente en Nueva York y todo ello lo incluimos en la misma pieza".
Edgar Froese 

La segunda composición, «Livemiles Part Two (The West-Berlin Concert)», fue registrada durante la celebración el 1 de agosto de 1987 del 750 aniversario de la fundación de Berlín Occidental. El concierto, al que asistieron más de 42.000 personas y cuya duración superó las dos horas, fue emitido por radio y el material posteriormente remezclado en estudio.

"Exactamente media hora antes cayó una intensa lluvia sobre Berlín. Tuvimos que cuidarlo todo al detalle para poder hacer el concierto. Puedes suponer lo que un concierto al aire libre puede hacer a los instrumentos electrónicos."
Edgar Froese 

Tras el concierto del 1 de agosto de 1987 Christopher Franke comunicó su decisión de abandonar Tangerine Dream tras una estancia de casi 17 años en el grupo. El cansancio acumulado, el ritmo de trabajo impuesto por Froese y el deseo de trasladarse a Estados Unidos y reorientar a su carrera a la composición de bandas sonoras para películas y series de televisión fueron los motivos expuestos. De este modo el grupo se configuró como un dúo integrado por Froese y Paul Haslinger hasta la incorporación de Jerome Froese en 1990 y la posterior salida de Haslinger en 1991 quien también se trasladara a trabajar a Estados Unidos.

"Chris y yo siempre hemos mantenido una relación peculiar. Hemos trabajado juntos durante 17 años pero, durante todo este tiempo, apenas nos hemos encontrado privadamente una vez en 1976 cuando su novia de entonces nos invitó a cenar a su casa. Fuera del ámbito musical nunca me he encontrado con el."
Edgar Froese 

Rememorando posteriormente su salida Christopher Franke determinó:

"(mi salida de Tangerine Dream) Permitió al grupo tomar una nueva dirección automáticamente. Una especie de progresión natural."
Christopher Franke 

## Lista de temas
| N.º   | Título                                          | Escritor(es)                                   | Duración |  |
| 1.    | «Livemiles, Part One (The Albuquerque Concert)» | Edgar Froese Paul Haslinger Christopher Franke | 29:52    |  |
| 2.    | «Livemiles, Part Two (The West-Berlin Concert)» | Edgar Froese Paul Haslinger Christopher Franke | 27:13    |  |
| 57:05 |                                                 |                                                |          |  |

## Personal
- Edgar Froese - interpretación y producción
- Christopher Franke - interpretación
- Paul Haslinger - interpretación
- Monica Froese - fotografía
- Curtis Evans - diseño gráfico
- Transdig N.Y. - ingeniería de grabación